# 国际软式网球联合会
國際軟式網球联合會（ISFT）成立於1974年，是一個專門管轄國際軟式網球事務的組織，總部設在南韓聞慶市。目前該組織有52個成員國，旗下主要比賽有世界杯和亞洲杯。